# V-Disc
«В»-диски (от англ. «Victory» — победа) — грампластинки, которые выпускали для использования военнослужащими Соединенных Штатов за рубежом, поднятия их боевого духа во времена Второй мировой войны по специальной договоренности между правительством Соединенных Штатов и различными частными звукозаписывающими компаниями США. Многие популярные певцы, большие группы и оркестры той эпохи были записаны для этой цели.

Они были размером 12 дюймов (30 см), скоростью 78 оборотов в минуту и были созданы в период с октября 1943 по май 1949. «Флотские» пластинки были выпущены в период с июля 1944 по сентябрь 1945 года. От обычных грампластинок того времени они отличались тем, что могли вместить на одну сторону произведения продолжительностью до шести с половиной минут, так как на 1 дюйм диска было «нарезано» 136 звуковых канавок. Они изготавливались не только из винила. но также из гораздо более хрупкого шеллака, использовавшегося для граммофонных пластинок.

«Армейские» «В»-диски были выпущены в серии A-Z, AA-ZZ и ААА-FFF. «Флотские» «В»-диски были выпущены в серии A-N.